# Diapason (magazine)
Pour les articles homonymes, voir Diapason (homonymie).
Diapason est un magazine français d'information et de critique musicale à parution mensuelle, créé par Georges Cherière, et aujourd'hui publié par Reworld Media. Il décerne à certains disques chaque mois et à certains appareils hi-fi chaque année des Diapason d'or.

## Histoire
Créé à Angers en 1952 par le disquaire Georges Chérière (1932-2022) sous le titre Diapason donne le ton dans l'Ouest (huit pages), le magazine devient national en 1955, et s'intitule Diapason la revue du disque microsillon. Le premier numéro paraît en janvier 1956, et est consacré principalement à Robert Casadesus. Georges Chérière en devient le directeur-fondateur. Il se consacre alors exclusivement au disque, tous genres confondus (à l'origine, il y est autant question de Sylvie Vartan ou de Gilbert Bécaud que de Ferenc Fricsay ou de Samson François). Cette approche généraliste laisse peu à peu la place à une spécialisation de plus en plus affirmée. Diapason devient ainsi le magazine de musique classique français, s'ouvre à l'univers du concert, de l'opéra, des festivals et accorde une large place à la hi-fi.
En 1986, Chérière, qui fondera deux ans plus tard un mensuel concurrent, Répertoire des disques compacts, cède le titre, qui devient Diapason-Harmonie (à la suite de sa fusion avec Harmonie, un magazine concurrent). Sous son successeur, Yves Petit de Voize, les évolutions se poursuivent. En plein essor du disque compact, Diapason vit une période faste, passe du noir et blanc à la couleur, contribue à faire connaître toute une génération d'interprètes, accueille de nouveaux collaborateurs. En 1997, Christophe Capacci devient rédacteur en chef pour une courte période, au cours de laquelle il parvient cependant à imprimer sa marque à la revue[C'est-à-dire ?].
En 1998, Jean-Marie Piel est nommé rédacteur en chef, après avoir dirigé pendant plusieurs années la rubrique hi-fi. Sous son impulsion, Diapason maintient le cap, renforçant sa position de leader par rapport à ses concurrents. La maquette est modernisée, l'équipe s'étoffe en accueillant de nouvelles signatures. La revue s'intitule alors Diapason : le magazine de la musique classique. Il fête ses cinquante ans en janvier 2006, avec plus de 550 numéros édités.
Depuis janvier 2007, Emmanuel Dupuy est rédacteur en chef de Diapason. Diplômé de l'Institut d'études politiques de Paris et lauréat de l'Académie Prisma presse pour la presse magazine, il a travaillé en étroite collaboration avec son prédécesseur, dont il était l'adjoint depuis 1998. Il poursuit les évolutions entreprises au cours des années précédentes.

## Caractéristiques

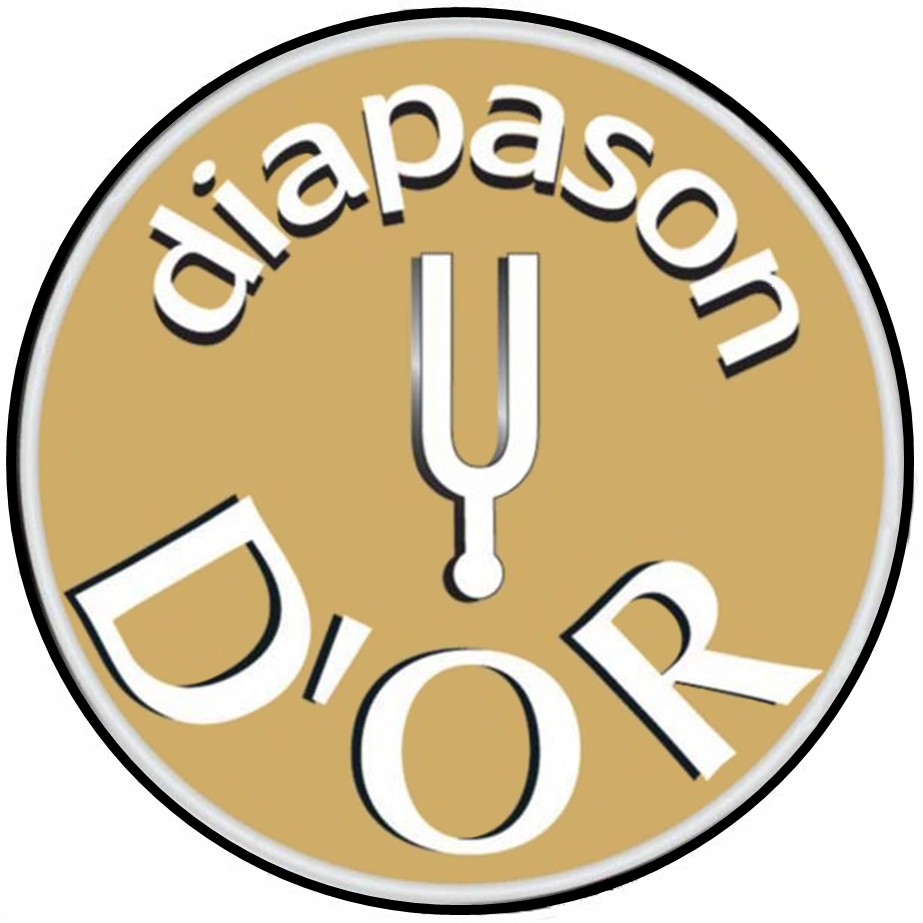
Logo du Diapason d’Or.

Chaque mois, les spécialistes de Diapason passent en revue environ 200 disques de musique classique (CD et DVD), les notent de un à cinq diapasons, à l’exception de ceux qu'ils considèrent comme les plus remarquables et auxquels ils décernent un Diapason d'or,. Des extraits d’enregistrements distingués par la rédaction sont gravés sur un CD offert avec le magazine.
Parallèlement, Diapason sélectionne et commente les plus importants concerts et festivals à Paris et dans les régions.
Le magazine est également réputé pour ses tests et comparatifs dans le domaine de la haute-fidélité[réf. nécessaire]. Un numéro hors série est édité chaque année, qui recense les meilleurs produits hi-fi (amplificateurs, casques, enceintes, lecteurs de CD).

## Collaborateurs
Il compte parmi ses principaux collaborateurs Vincent Agrech, Ivan A. Alexandre, Jérôme Bastianelli, Bertrand Boissard, Adrien Cauchie, Loïc Chahine, Jean-Yves Clément, Gérard Condé, Simon Corley, Vincent Cousin (rubrique hi-fi), Isabelle Davy, Frédéric Degroote, Luca Dupont-Spirio, Emmanuel Dupuy (rédacteur en chef), Benoît Fauchet, Wissâm Feuillet, David Fiala, Sylvain Fort, Erwan Gentric, Jean-Philippe Grosperrin, Stéphane Guenet (maquette), Bertrand Hainaut, Jean-Claude Hulot, Christophe Huss, Piotr Kaminski, Anne Ibos-Augé, François Laurent (chef de rubrique disques), Julia Le Brun, Rémy Louis, Paul de Louit, Christian Merlin, Denis Morrier, Hugues Mousseau, Laurent Muraro, Pierre-Étienne Nageotte, Jean-Christophe Pucek, Pierre Rigaudière, Michel Stockhem, Patrick Szersnovicz, Roger-Claude Travers, Didier Van Moere[réf. incomplète].